# Euglypta biguttulata
Euglypta biguttulata är en skalbaggsart som beskrevs av Mohnike 1873. Euglypta biguttulata ingår i släktet Euglypta och familjen Cetoniidae. Inga underarter finns listade i Catalogue of Life.